# Supercopa de España femenina de baloncesto 2005
La Supercopa de España femenina de baloncesto 2005 o SuperCopa LF 2005 fue la 3ª edición desde su fundación. Se disputó en el Palau Blaugrana de Barcelona, Cataluña, el día 5 de octubre de 2005, donde  el UB-FC Barcelona conquistó el título por primera vez en su historia, rompiendo con la hegemonía que tenía el Ros Casares Valencia, que había ganado las dos ediciones anteriores.

## Equipos participantes
Los equipos participantes de acuerdo a los criterios de participación establecidos por la FEB fueron: 
| Equipo              | Clasificación                  | Participación |
| ------------------- | ------------------------------ | ------------- |
| UB-FC Barcelona     | Campeón de la Liga Femenina    | 2.ª           |
| Perfumerías Avenida | Campeón de la Copa de la Reina | 2.ª           |

## Árbitros
Los árbitros elegidos para arbitrar la Supercopa fueron:
- Francisco Javier Afonso Castillo
- Ángel González Zumajo

## Final
| 5 de octubre de 2005 | UB-FC Barcelona                                                    | 62–55                                | Perfumerías Avenida                                               | Barcelona                                                                                               |  |
| 20:30                | Parciales: 8–17, 22–11, 18–15, 14–12                               | Parciales: 8–17, 22–11, 18–15, 14–12 | Parciales: 8–17, 22–11, 18–15, 14–12                              | |  |
|                      | Estadísticas Fernández 18 Pons 12 Fernández, Antoja 4 Fernández 22 | Reporte Pts Reb Asts Val             | Estadísticas 14 Schumacher 12 Schumacher 3 Martínez 21 Schumacher | Pabellón: Palau Blaugrana Árbitros: Francisco Javier Afonso Castillo, Ángel González Zumajo Televisión: |  |

### Plantillas
| #           | Jugadora               |
| ----------- | ---------------------- |
| 4           | Helen Santos Luz       |
| 5           | Marta Fernández        |
| 7           | Cristina García Torres |
| 8           | Sandra Gallego         |
| 10          | Laura Antoja           |
| 11          | Milena Vukićević       |
| 12          | Érika de Souza         |
| 14          | Íngrid Pons            |
| 16          | Svitlana Rodionova     |
| Entrenador  |                        |
| Sílvia Font |                        |

| Campeonas de la Supercopa de España femenina de baloncesto 2005 |
| --------------------------------------------------------------- |
| UB-FC Barcelona 1er título                                      |

| MVP:            |
| --------------- |
| Marta Fernández |

| #          | Jugadora         |
| ---------- | ---------------- |
| 4          | Laura Camps      |
| 7          | Blanca Marcos    |
| 9          | Clara Bermejo    |
| 11         | Núria Martínez   |
| 13         | Vanessa Hayden   |
| 14         | Katia da Silva   |
| 15         | Kelly Schumacher |
| 17         | Elena Tornikidou |
| Entrenador |                  |
|            |                  |